# El Progreso, Zontecomatlán de López y Fuentes
El Progreso är en ort i Mexiko.   Den ligger i kommunen Zontecomatlán de López y Fuentes och delstaten Veracruz, i den sydöstra delen av landet, 170 km nordost om huvudstaden Mexico City. El Progreso ligger 681 meter över havet och antalet invånare är 162.
Terrängen runt El Progreso är kuperad. Runt El Progreso är det ganska glesbefolkat, med 45 invånare per kvadratkilometer. Närmaste större samhälle är Xochiatipan de Castillo, 10,2 km nordväst om El Progreso. I omgivningarna runt El Progreso växer huvudsakligen savannskog.